# Laghi di Champlong
Il laghi di Champlong (pron. fr. AFI: [ʃɑ̃lɔ̃]; in francese, Lacs de Champlong) sono un gruppo di tre laghi alpini situati nel comune di La Magdeleine, in Valtournenche (Valle d'Aosta).

## Descrizione
I laghi si trovano a circa 2300 m s.l.m. in una conca prativa, a ridosso dell'aspro versante nordoccidentale del monte Tantané. I tre specchi d'acqua sono disposti su livelli diversi, con quote di poco differenti, in posizione estremamente panoramica, con ampia vista sul versante occidentale della Valtournenche, nonché delle importanti cime della destra idrografica della valle centrale della Dora Baltea, in particolare sul monte Emilius.

## Accesso
Il laghi sono raggiungibili con una camminata priva di difficoltà tecniche, essenzialmente su carrareccia, partendo dalla quota 1900 m circa lungo la strada che unisce La Magdeleine al col de la Pilaz: l'escursione richiede il superamento di circa 477 m di dislivello (perdite di quota comprese), nonché 1 h 30 min di cammino. L'itinerario tocca anche il lago Charey.